# Szybka Kolej Regionalna
Szybka Kolej Regionalna – system kolei aglomeracyjnej działający od 14 grudnia 2008 na terenie konurbacji górnośląskiej, łączący Tychy z Sosnowcem przez Katowice, obsługiwany przez Koleje Śląskie.

## Trasa
Trasa Szybkiej Kolei Regionalnej ma długość 30,458 km. Połączenie wykorzystuje linie kolejowe nr 179 (przystanki Tychy Lodowisko – Tychy), 139 (Tychy – Katowice) i 1 (Katowice – Sosnowiec Główny).
Na trasie znajduje się 13 przystanków, obowiązuje na niej takt godzinny, dodatkowo w godzinach szczytów funkcjonują pociągi skróconej relacji Tychy Lodowisko – Katowice.
| Km     | Nazwa                          | Miasto    | Dzielnica            | Park & Ride | Przesiadki         |
| ------ | ------------------------------ | --------- | -------------------- | ----------- | ------------------ |
| 0,000  | Sosnowiec Główny               | Sosnowiec | Śródmieście          | Nie         | tramwaj, autobus   |
| 3,366  | Katowice Szopienice Południowe | Katowice  | Szopienice-Burowiec  | Nie         | autobus            |
| 6,109  | Katowice Zawodzie              | Katowice  | Zawodzie             | Nie         |                    |
| 8,834  | Katowice                       | Katowice  | Śródmieście          | Nie         | tramwaj, autobus   |
| 12,239 | Katowice Brynów                | Katowice  | Załęska Hałda-Brynów | Nie         |                    |
| 14,549 | Katowice Ligota                | Katowice  | Ligota-Panewniki     | Tak         | autobus            |
| 16,222 | Katowice Piotrowice            | Katowice  | Piotrowice-Ochojec   | Nie         | autobus            |
| 19,952 | Katowice Podlesie              | Katowice  | Podlesie             | Nie         | autobus            |
| 25,439 | Tychy                          | Tychy     | Stare Tychy          | Tak         | trolejbus, autobus |
| 27,787 | Tychy Zachodnie                | Tychy     | Śródmieście          | Nie         | trolejbus, autobus |
| 28,292 | Tychy Aleja Bielska            | Tychy     | Śródmieście          | Nie         | autobus            |
| 28,721 | Tychy Grota-Roweckiego         | Tychy     | Śródmieście          | Nie         | trolejbus, autobus |
| 29,989 | Tychy Lodowisko                | Tychy     | Śródmieście          | Tak         | trolejbus, autobus |
| [ 1 ]  |                                |           |                      | [ 3 ]       | [ 4 ]              |

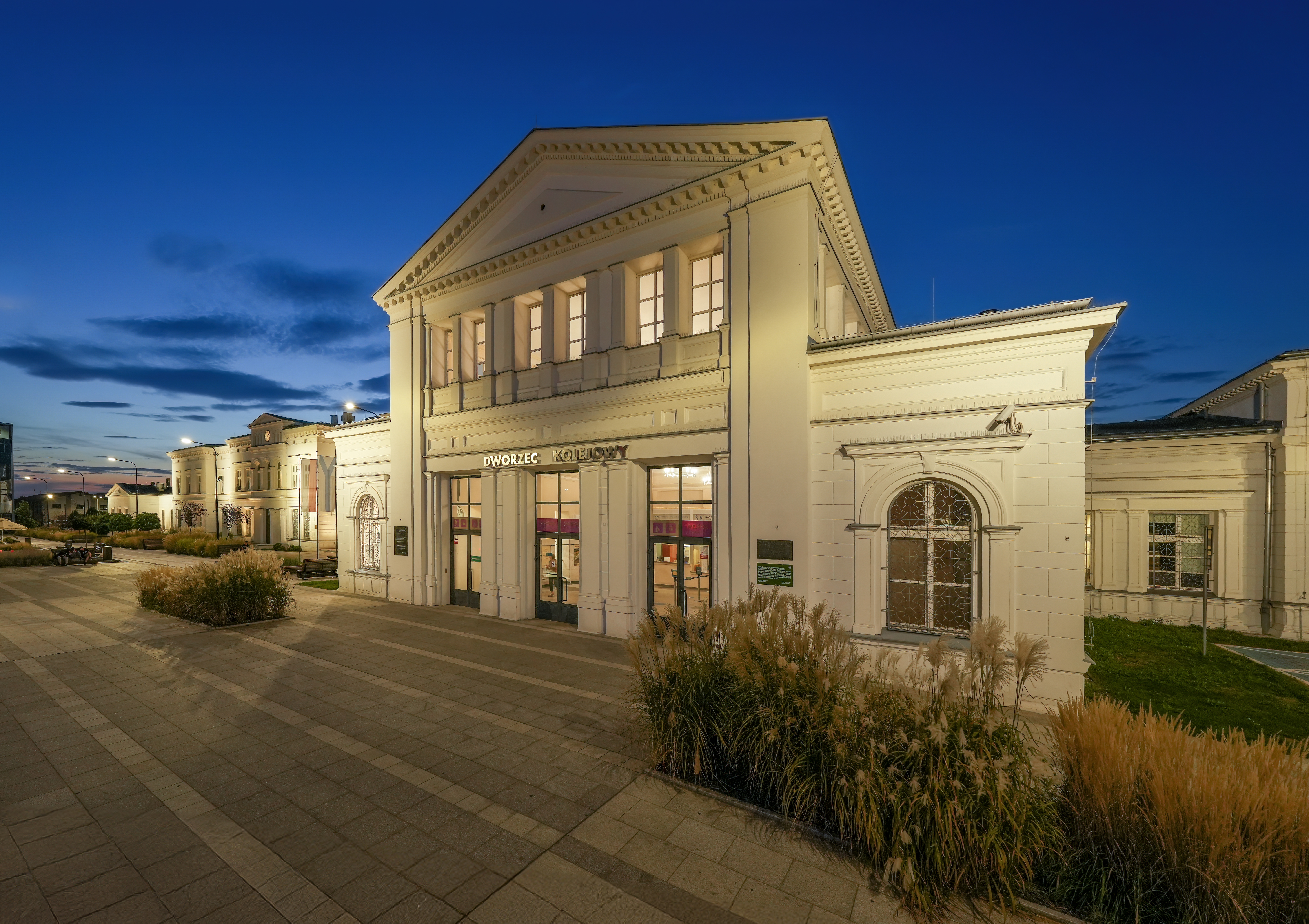
Sosnowiec Główny
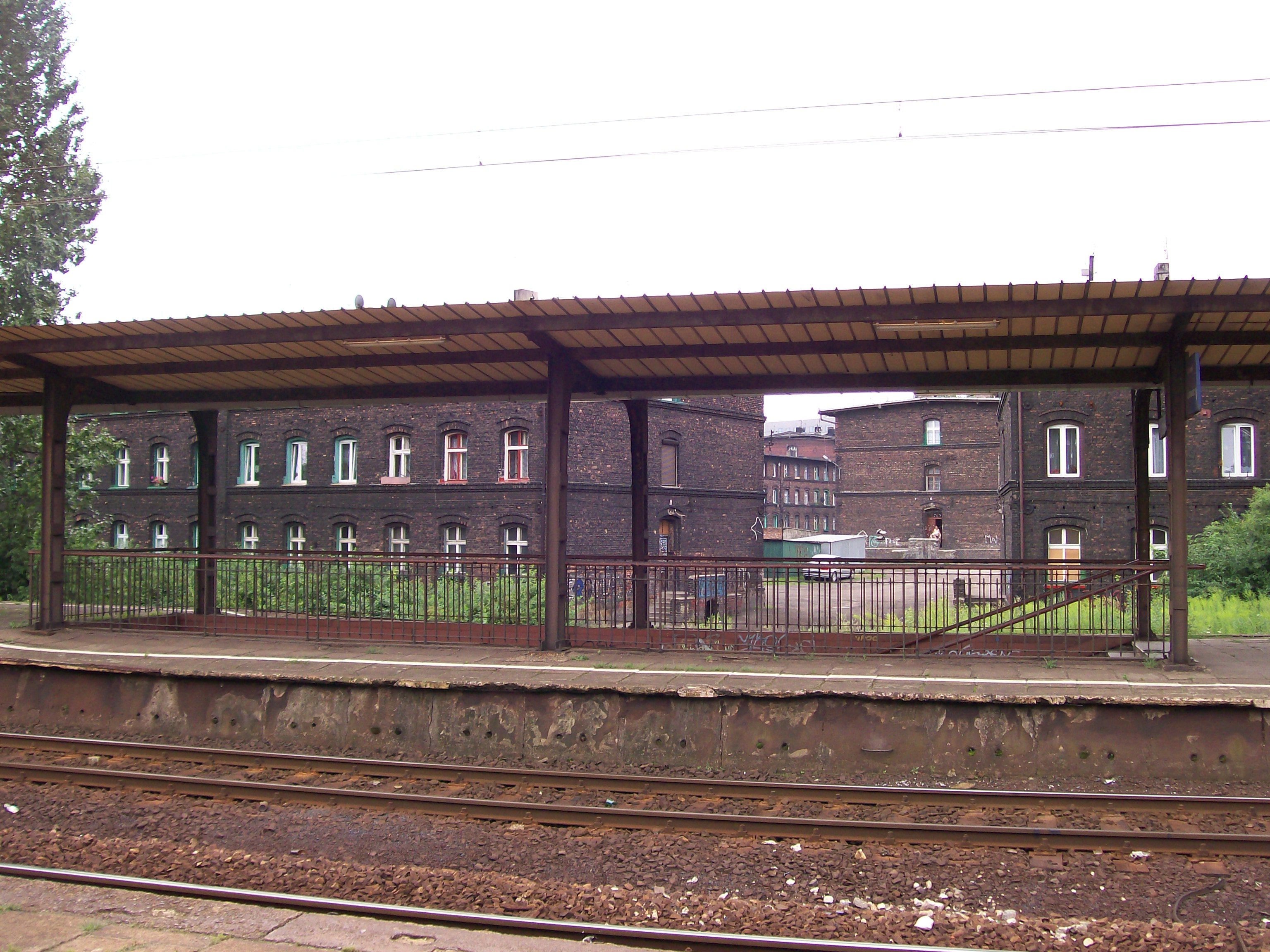
Katowice Szopienice Południowe
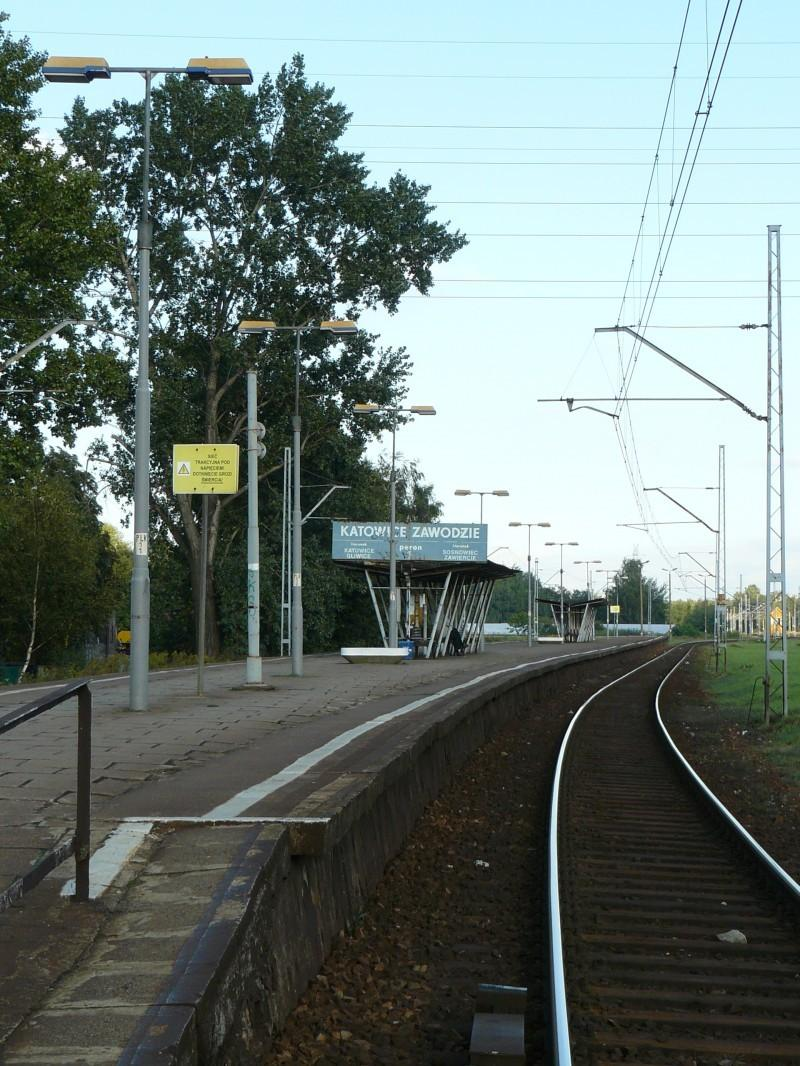
Katowice Zawodzie
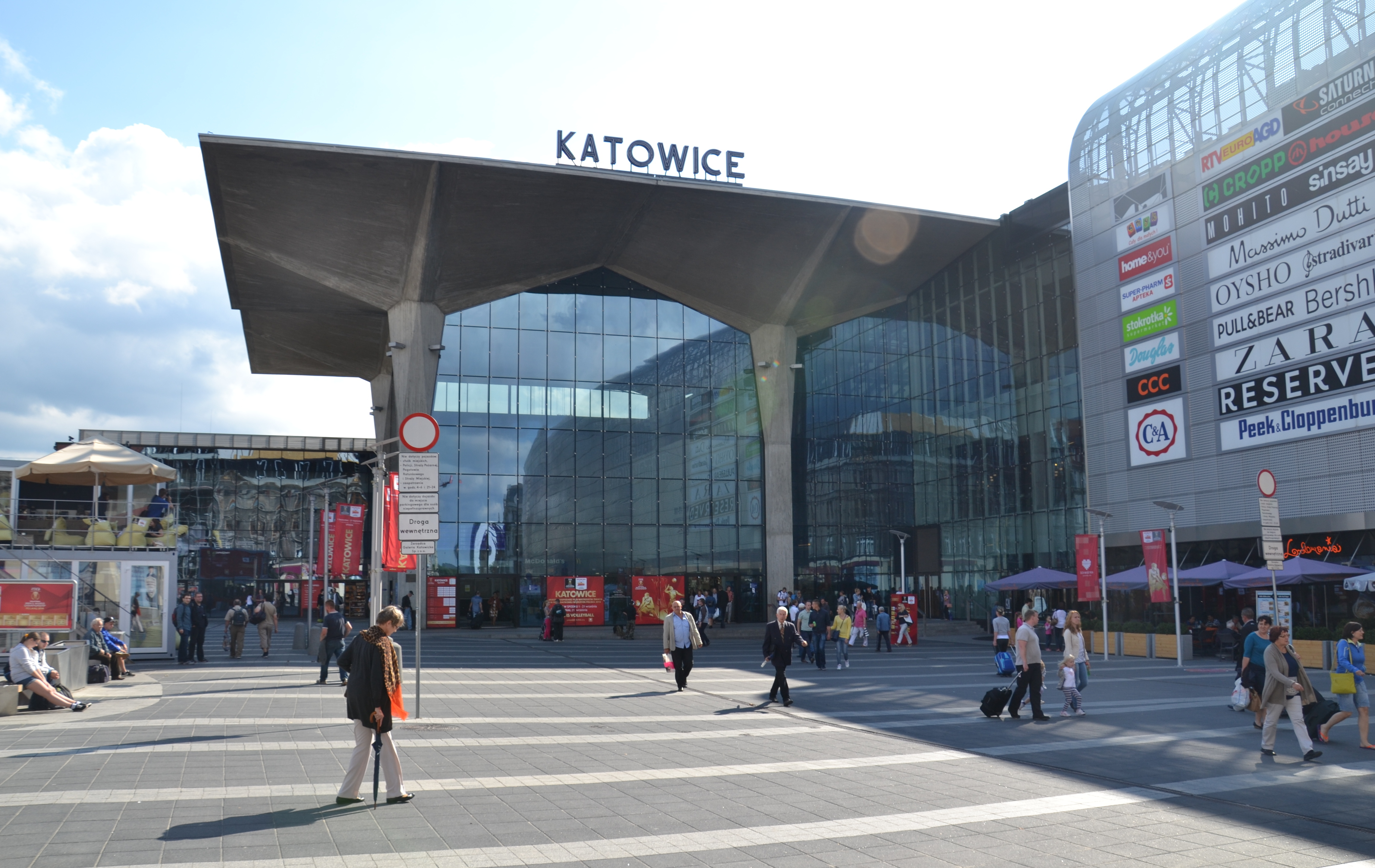
Katowice
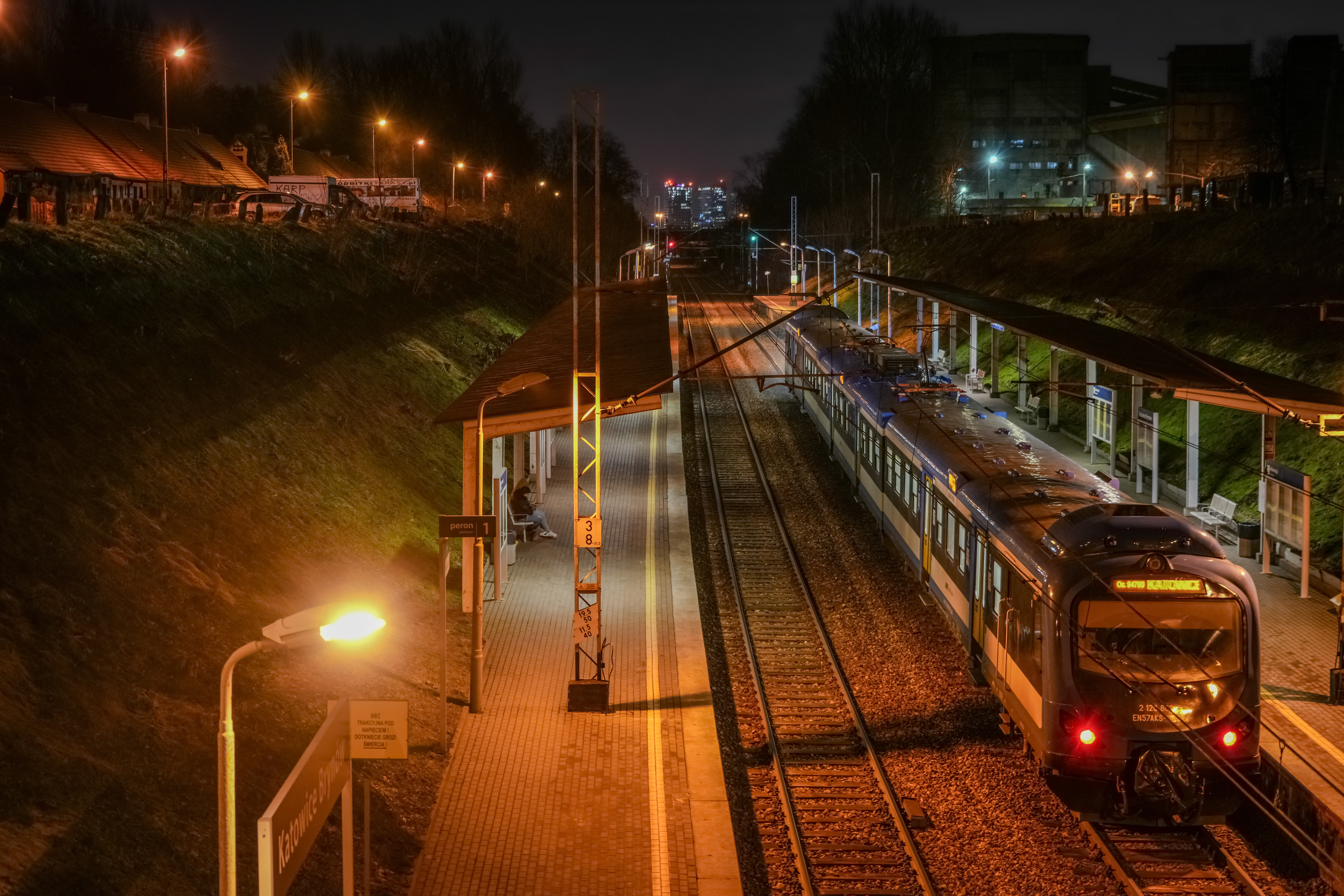
Katowice Brynów
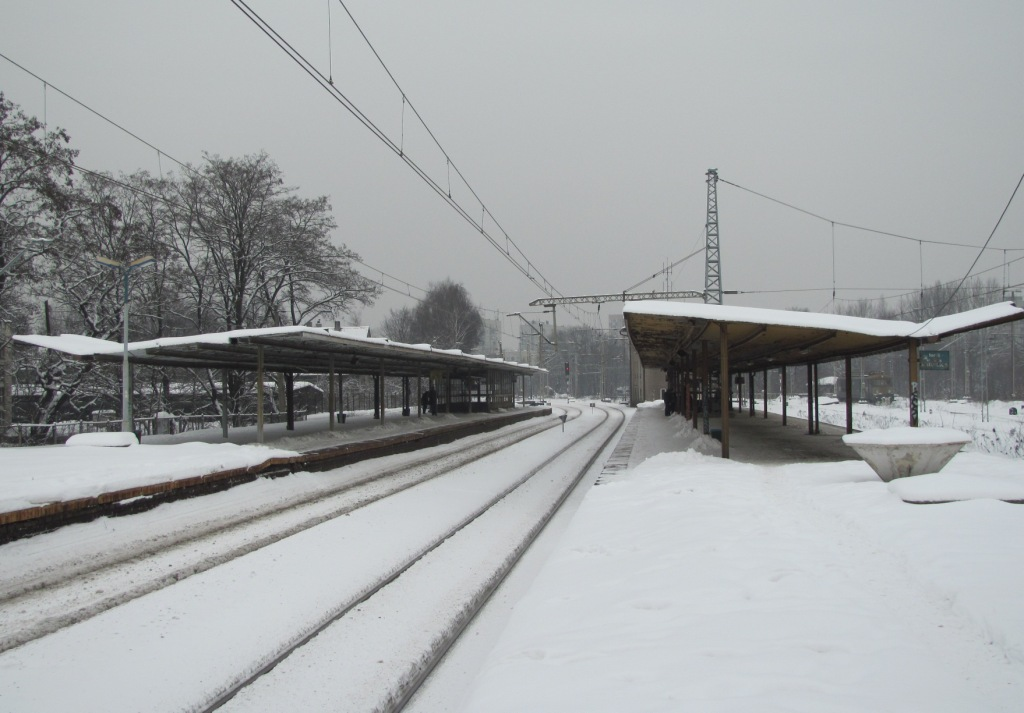
Katowice Ligota
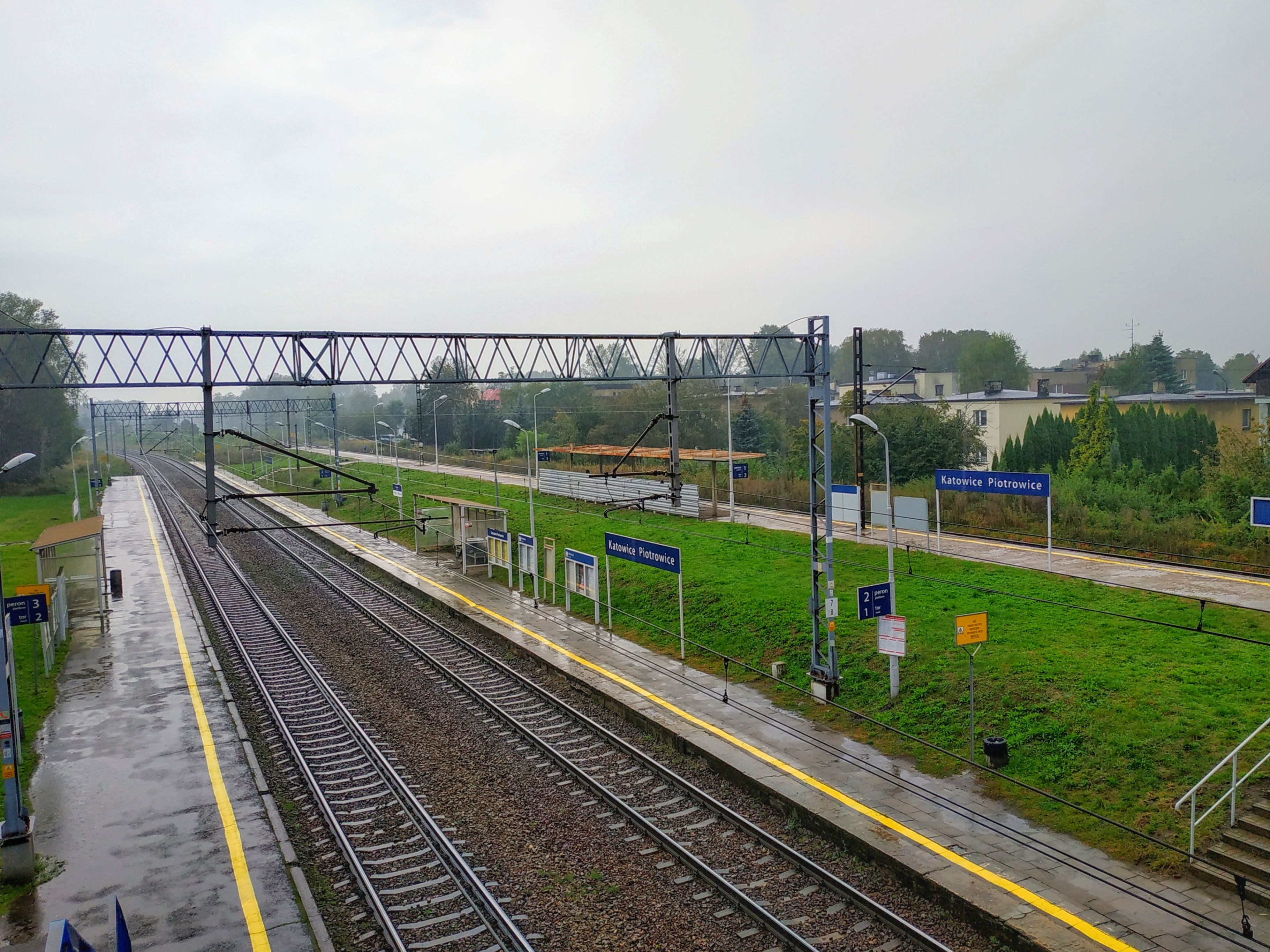
Katowice Piotrowice
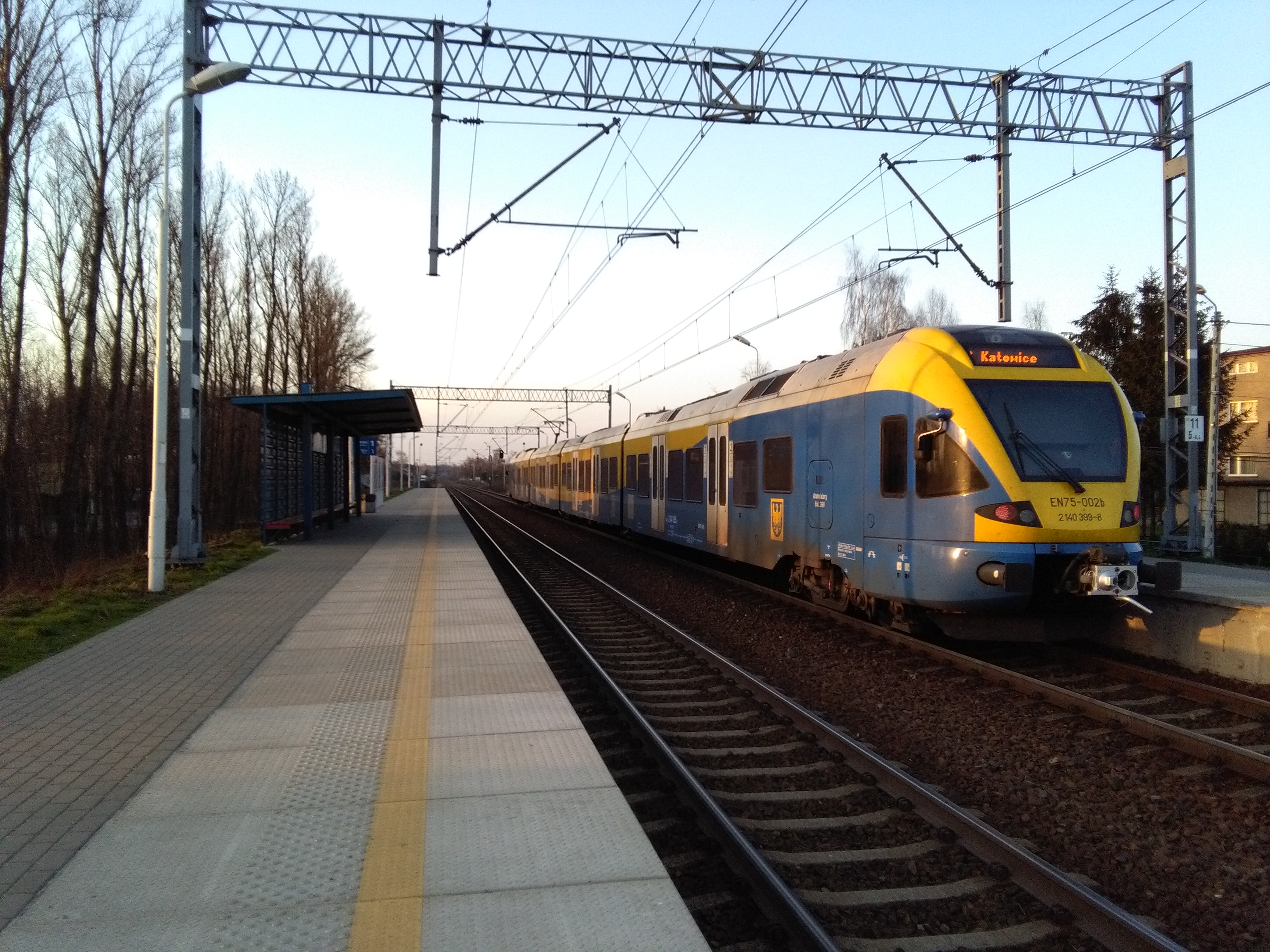
Katowice Podlesie
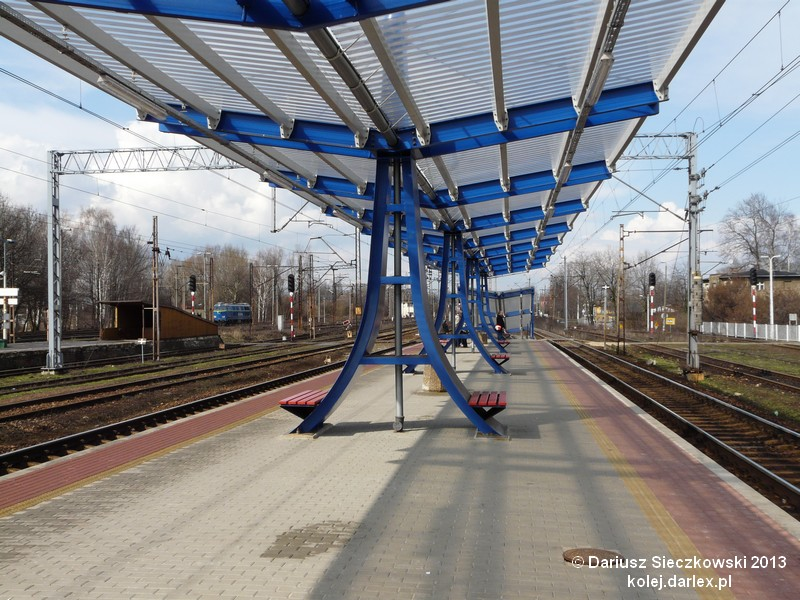
Tychy
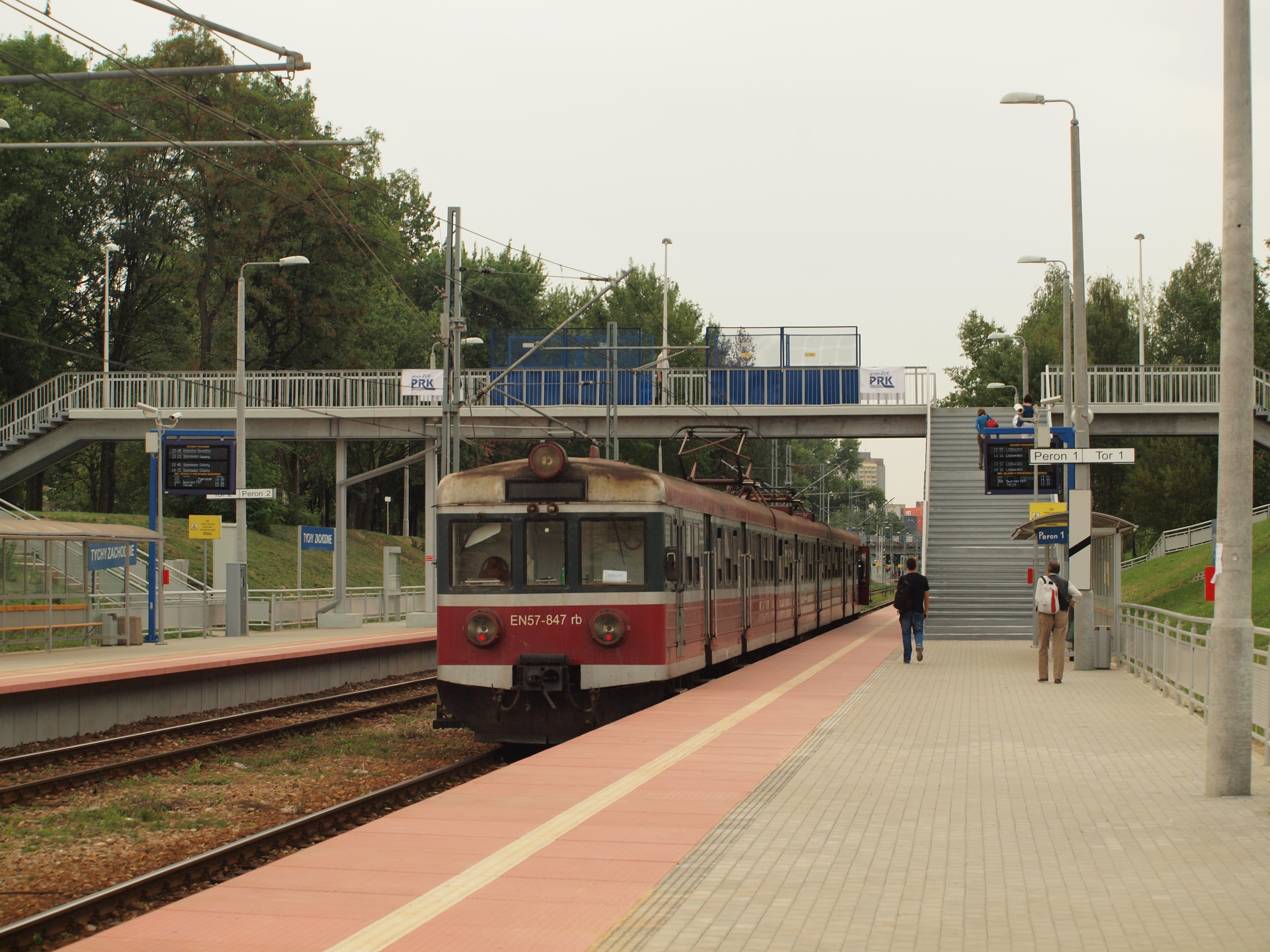
Tychy Zachodnie
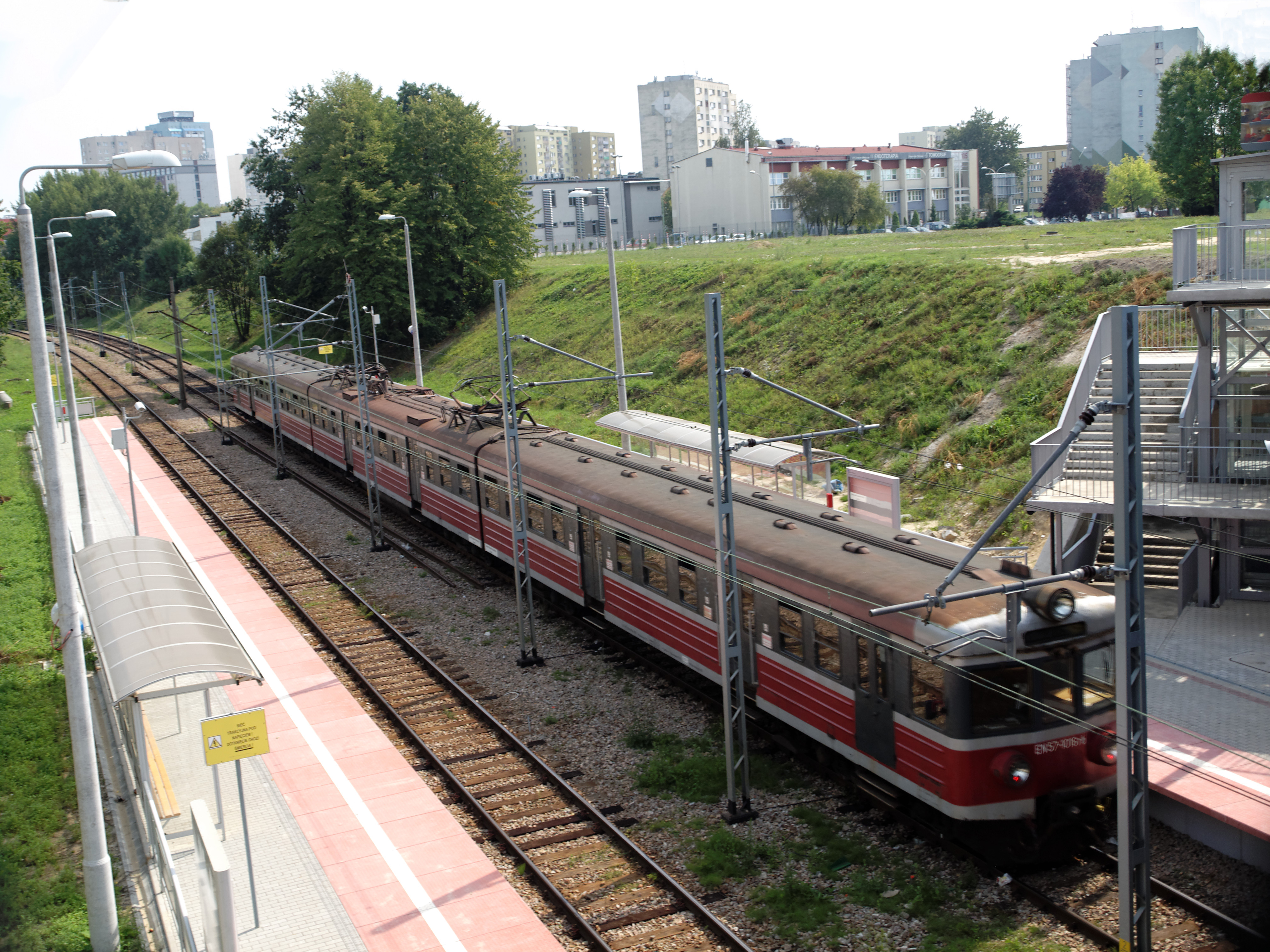
Tychy Aleja Bielska
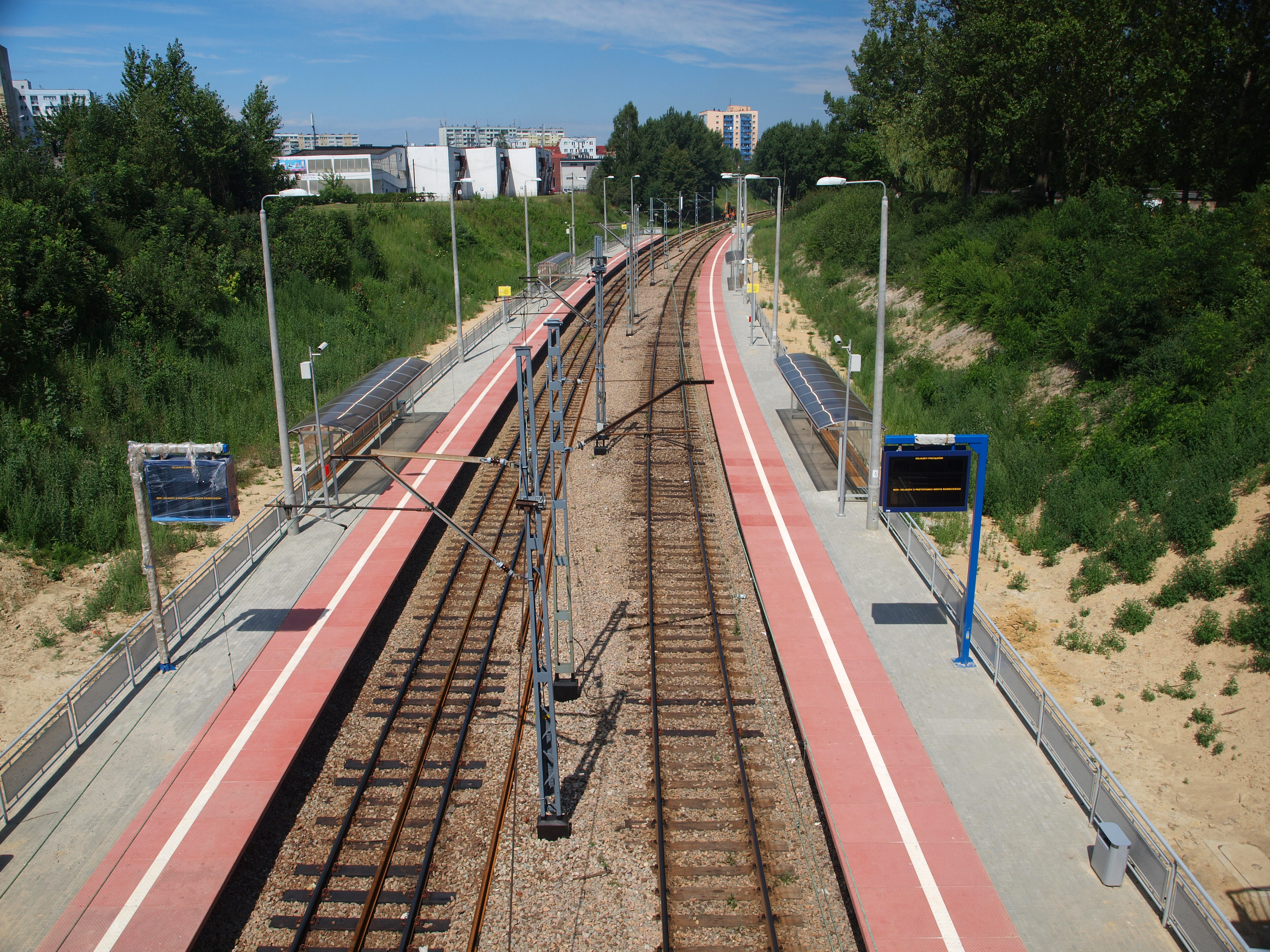
Tychy Grota-Roweckiego
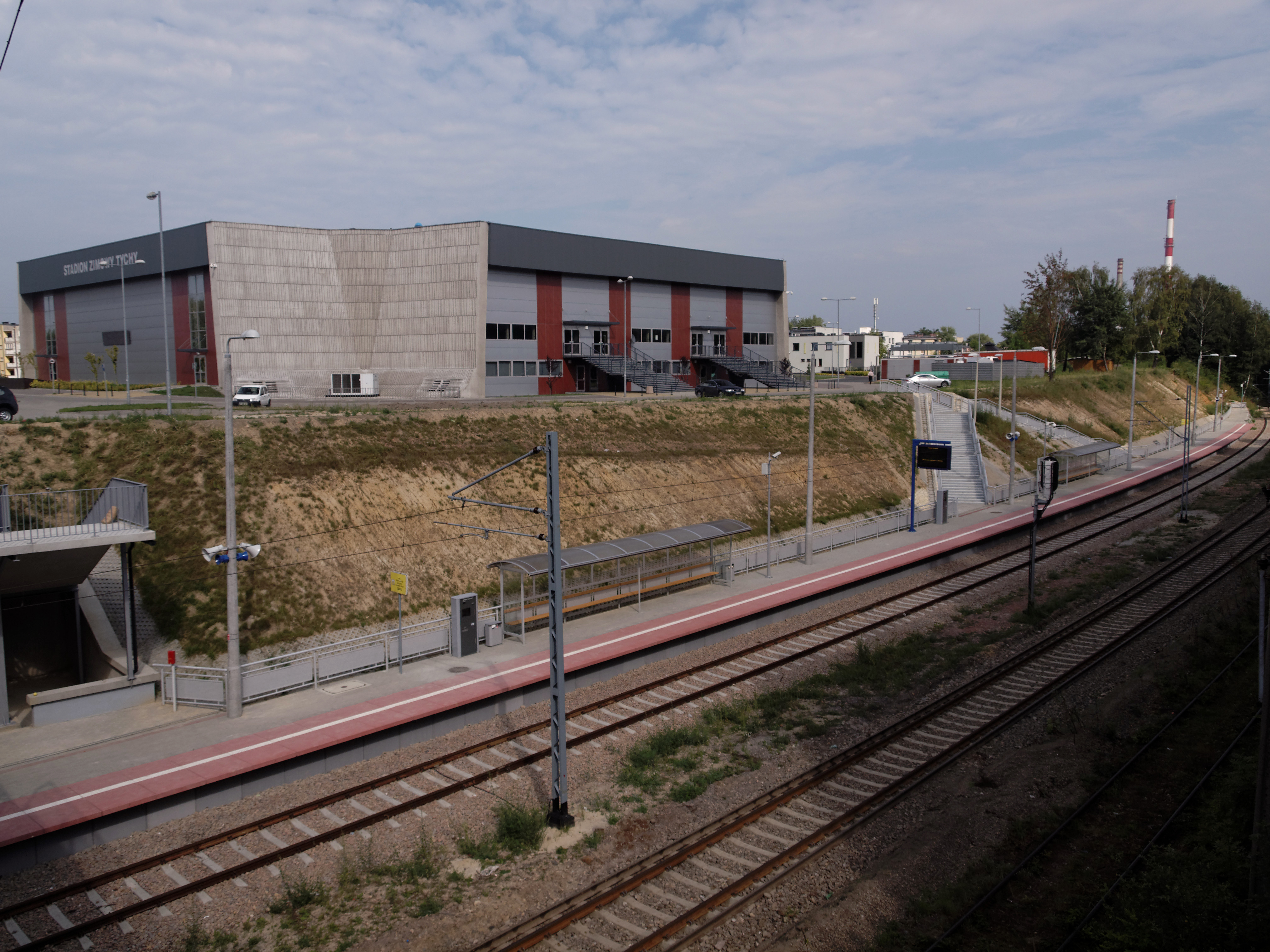
Tychy Lodowisko

## Bilety
W pociągach Szybkiej Kolei Regionalnej, obok zwykłej taryfy Kolei Śląskich, obowiązuje Taryfa Pomarańczowa. Wszystkie bilety pomarańczowe są ważne w pociągach na odcinku Tychy Lodowisko – Katowice Szopienice Południowe oraz w autobusach i trolejbusach ZTM, jednak wyłącznie w granicach administracyjnych miasta Tychy.

## Historia

### Geneza
W latach 90. XX wieku ze względu na rozwój komunikacji indywidualnej oraz autobusowej nastąpił intensywny spadek liczby przewożonych osób na odcinku Tychy – Tychy Miasto. Dodatkowym problemem było poprowadzenie trasy do Katowic okrężną trasą przez Murcki. W wyniku powyższych czynników 19 lutego 2001 linia Tychy – Tychy Miasto została zamknięta dla ruchu pasażerskiego.
W 2005 roku pojawiły się pierwsze plany Urzędu Marszałkowskiego Województwa Śląskiego oraz Urzędu Miasta Tychy odnośnie do stworzenia systemu szybkiej kolei miejskiej, łączącej Tychy, Katowice i Sosnowiec. 27 lipca 2006 województwo śląskie podpisało umowę ze spółką Stadler Rail na dostawę 4 sztuk 4-członowych FLIRT-ów do obsługi SKR.

### Funkcjonowanie
14 grudnia 2008 nastąpiło otwarcie SKR na trasie Tychy Miasto – Katowice, do obsługi której skierowane zostały nowo zakupione FLIRT-y.
Od 13 grudnia 2009 FLIRT-y także częściowo obsługiwały trasę Częstochowa – Katowice.
18 sierpnia 2010 na trasie SKR w okolicach ul. Niezapominajek w Katowicach FLIRT EN75-003 częściowo wypadł z torów i przechylił się na nasypie, w wyniku czego pięć osób zostało rannych i skład został poważnie uszkodzony. W wyniku doznanych uszkodzeń skład został odesłany do Szwajcarii w celu naprawy. 12 grudnia SKR została przedłużona do Sosnowca.
Na początku 2011 roku zarząd województwa podjął decyzję o skierowaniu wszystkich FLIRT-ów na trasę Gliwice – Częstochowa. 15 lutego PKM Tychy podpisało umowę z Przedsiębiorstwem Robót Komunikacyjnych w Krakowie na budowę przystanków Tychy Aleja Bielska, Tychy Grota-Roweckiego i Tychy Lodowisko oraz modernizację przystanku Tychy Zachodnie. W sierpniu odbył się strajk pracowników Przewozów Regionalnych, w wyniku którego władze województwa tymczasowo wycofały się z pomysłu przejęcia obsługi SKR przez Koleje Śląskie. 1 października użytkowane przez Śląski Zakład Przewozów Regionalnych FLIRT-y (obsługujące wcześniej m.in. SKR) zostały przekazane debiutującym na torach Kolejom Śląskim.
22 marca 2012 PKP PLK podpisało umowę z konsorcjum przedsiębiorstw Unitor B i KZA Katowice na rewitalizację linii kolejowej nr 179 na odcinku Tychy – Górki-Ściernie, umowa nie obejmowała przystanków, ponieważ na nie podpisano stosowną umowę rok wcześniej. 1 września otwarto trzy nowe przystanki kolejowe: Tychy Aleja Bielska, Tychy Grota-Roweckiego i Tychy Lodowisko oraz wydłużono relację do Tychów Lodowiska. Tego samego dnia zlikwidowano część połączeń autobusowych do Katowic realizowanych przez MZK Tychy. 12 października rozpoczął się kilkudniowy strajk maszynistów Śląskiego Zakładu Przewozów Regionalnych. Od 12 do 14 października większość z odwołanych pociągów Przewozów Regionalnych została zastąpiona pociągami specjalnie uruchomionymi przez Koleje Śląskie, które tym samym zadebiutowały na trasie SKR. Przez kilka następnych dni linia była obsługiwana przez maszynistów Kolei Śląskich taborem Przewozów Regionalnych. 9 grudnia obsługa SKR została przejęta przez Koleje Śląskie, tego samego dnia przywrócono do użytku stację Tychy Miasto. 18 grudnia władze Tychów podpisały umowę z firmą Aldesa Construcciones na budowę 2 parkingów Park & Ride na po 352 auta przy przystanku Tychy Lodowisko i stacji Tychy.
1 czerwca 2013 ze względu wprowadzenie planu naprawczego Kolei Śląskich ograniczono o połowę liczbę pociągów. We wrześniu rozpoczęła się budowa autobusowo-trolejbusowego centrum przesiadkowego przy stacji w Tychach. 15 grudnia ponownie zaprzestano korzystania ze stacji Tychy Miasto.
W styczniu 2015 otwarto parking Park & Ride przy stacji Tychy, a w lipcu przy przystanku Tychy Lodowisko.
| Stacja/przystanek                                                                     | 11 grudnia 2008          | 12 grudnia 2010                 | 1 września 2012                    | 9 grudnia 2012                     | 15 grudnia 2013                    |
| ------------------------------------------------------------------------------------- | ------------------------ | ------------------------------- | ---------------------------------- | ---------------------------------- | ---------------------------------- |
| Tychy Lodowisko                                                                       |                          |                                 |                                    | Tychy Lodowisko – Sosnowiec Główny |                                    |
| Tychy Miasto                                                                          |                          |                                 |                                    | Tychy Lodowisko – Sosnowiec Główny |                                    |
| Tychy Grota-Roweckiego                                                                |                          |                                 | Tychy Lodowisko – Sosnowiec Główny | Tychy Lodowisko – Sosnowiec Główny | Tychy Lodowisko – Sosnowiec Główny |
| Tychy Aleja Bielska                                                                   |                          |                                 | Tychy Lodowisko – Sosnowiec Główny | Tychy Lodowisko – Sosnowiec Główny | Tychy Lodowisko – Sosnowiec Główny |
| Tychy Zachodnie                                                                       | Tychy Miasto – Katowice  | Tychy Miasto – Sosnowiec Główny | Tychy Lodowisko – Sosnowiec Główny | Tychy Lodowisko – Sosnowiec Główny | Tychy Lodowisko – Sosnowiec Główny |
| Tychy                                                                                 | Tychy Miasto – Katowice  | Tychy Miasto – Sosnowiec Główny | Tychy Lodowisko – Sosnowiec Główny | Tychy Lodowisko – Sosnowiec Główny | Tychy Lodowisko – Sosnowiec Główny |
| Katowice Podlesie                                                                     | Tychy Miasto – Katowice  | Tychy Miasto – Sosnowiec Główny | Tychy Lodowisko – Sosnowiec Główny | Tychy Lodowisko – Sosnowiec Główny | Tychy Lodowisko – Sosnowiec Główny |
| Katowice Piotrowice                                                                   | Tychy Miasto – Katowice  | Tychy Miasto – Sosnowiec Główny | Tychy Lodowisko – Sosnowiec Główny | Tychy Lodowisko – Sosnowiec Główny | Tychy Lodowisko – Sosnowiec Główny |
| Katowice Ligota                                                                       | Tychy Miasto – Katowice  | Tychy Miasto – Sosnowiec Główny | Tychy Lodowisko – Sosnowiec Główny | Tychy Lodowisko – Sosnowiec Główny | Tychy Lodowisko – Sosnowiec Główny |
| Katowice Brynów                                                                       | Tychy Miasto – Katowice  | Tychy Miasto – Sosnowiec Główny | Tychy Lodowisko – Sosnowiec Główny | Tychy Lodowisko – Sosnowiec Główny | Tychy Lodowisko – Sosnowiec Główny |
| Katowice                                                                              | Tychy Miasto – Katowice  | Tychy Miasto – Sosnowiec Główny | Tychy Lodowisko – Sosnowiec Główny | Tychy Lodowisko – Sosnowiec Główny | Tychy Lodowisko – Sosnowiec Główny |
| Katowice Zawodzie                                                                     |                          | Tychy Miasto – Sosnowiec Główny | Tychy Lodowisko – Sosnowiec Główny | Tychy Lodowisko – Sosnowiec Główny | Tychy Lodowisko – Sosnowiec Główny |
| Katowice Szopienice Południowe                                                        |                          | Tychy Miasto – Sosnowiec Główny | Tychy Lodowisko – Sosnowiec Główny | Tychy Lodowisko – Sosnowiec Główny | Tychy Lodowisko – Sosnowiec Główny |
| Sosnowiec Główny                                                                      |                          | Tychy Miasto – Sosnowiec Główny | Tychy Lodowisko – Sosnowiec Główny | Tychy Lodowisko – Sosnowiec Główny | Tychy Lodowisko – Sosnowiec Główny |
| \| przystanek obsługiwany \| przejazd bez zatrzymania \| przystanek nieobsługiwany \| |                          |                                 |                                    |                                    |                                    |
| przystanek obsługiwany                                                                | przejazd bez zatrzymania | przystanek nieobsługiwany       |                                    |                                    |                                    |

## Nagrody i wyróżnienia
- 25 czerwca 2012 Przedsiębiorstwo Robót Komunikacyjnych w Krakowie otrzymało Nagrodę III Stopnia w Konkursie Budowa Roku 2012 za budowę 4 tyskich przystanków SKR[33].